# Cologne Cycling Club

Logo des Cologne Classic

Der Cologne Cycling Club (kurz CCC) ist ein 2018 gegründeter Radsportverein aus Köln.
Der CCC entstand aus dem Zusammenschluss der traditionsreichen Radsportvereine RC Durch Köln 1901 und RRC „Günther 1921“ Köln-Longerich sowie der Radsportgemeinschaft der Kölner Heinrich-Böll-Gesamtschule.
Nach dem Zusammenschluss übernahm der CCC vom RRC „Günther 1921“ Köln-Longerich die Organisation des traditionsreichen Radsportrennens Cologne Classic, das 1952 unter dem Namen Rund in Longerich etabliert wurde und im Kölner Stadtteil Longerich ausgetragen wird. Im Rahmen der dreitägigen Wettbewerbe werden auch Rennen in allen Altersklassen auf Landesebene sowie Europacup-Rennen im Paracycling in Elsdorf durchgeführt. 2019 gab es ein Programm von 69 Rennen, verteilt auf drei Renntage. Insgesamt starteten in den unterschiedlichen Klassen rund 600 Fahrerinnen und Fahrer.

## Siegerliste des „Cologne Classic“ (ab 2019)
- 2023  Tim Torn Teutenberg
- 2022  Tobias Nolde
- 2021 wegen Corona-Pandemie abgesagt
- 2020 wegen Corona-Pandemie abgesagt
- 2019  Thomas Koep